# 邢立达
邢立达（1982年—），中国广东潮州人，古生物学家、科普作家、科幻小说作家。

## 生平
1982年生于广东潮州，从小对恐龙感兴趣，于高中时创建了古生物网站「恐龙网」，撰写多篇恐龙科普文章，并随同恐龙学者董枝明前往云南参与化石挖掘。2010—2012年，在加拿大阿尔伯塔大学生物科学系攻读古生物学，并获得硕士学位。2013年9月至2016年于中国地质大学（北京）攻读博士学位。现为中国地质大学（北京）副教授。邢立达利用业余时间在微博等社交平台上从事古生物科普，并因此在学术界以外走红。2018年，他出版了自己的科幻小说，讲述唐朝人穿越到史前时代并驯化恐龙的故事。

## 争议
- 2020年，发表史上最快被撤稿的Nature封面论文。[4]

- 《中国新闻周刊》 批评邢立达 「也许未必具有足够的学术水平，学术判断能力不足」且是「买办」并且怀疑其论文贡献，并且批评其不踏实。[5]